# Arhopala birmana
Arhopala birmana är en fjärilsart som beskrevs av Moore 1883. Arhopala birmana ingår i släktet Arhopala och familjen juvelvingar. Inga underarter finns listade i Catalogue of Life.

## Bildgalleri

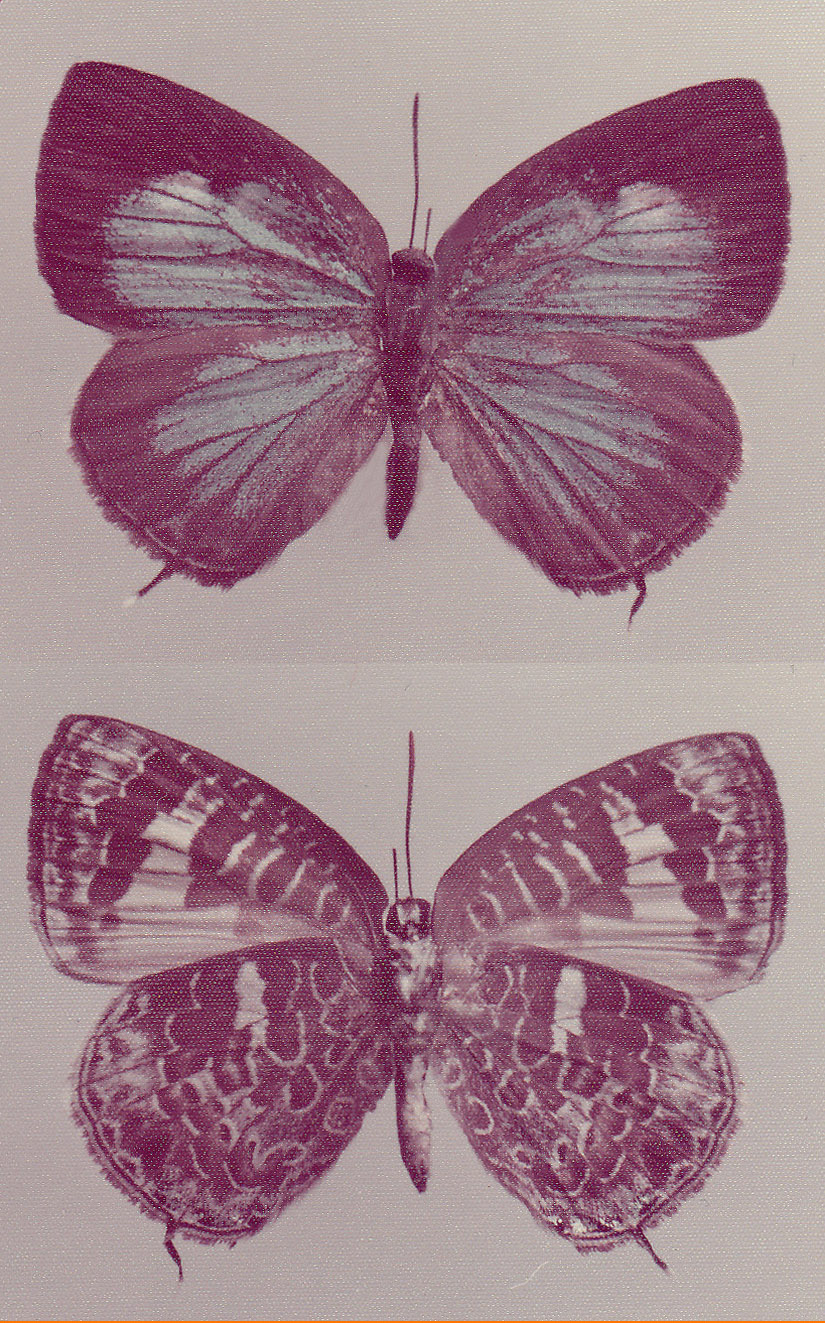
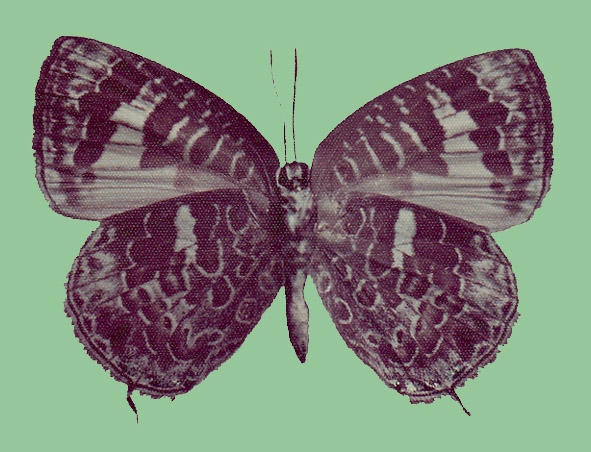
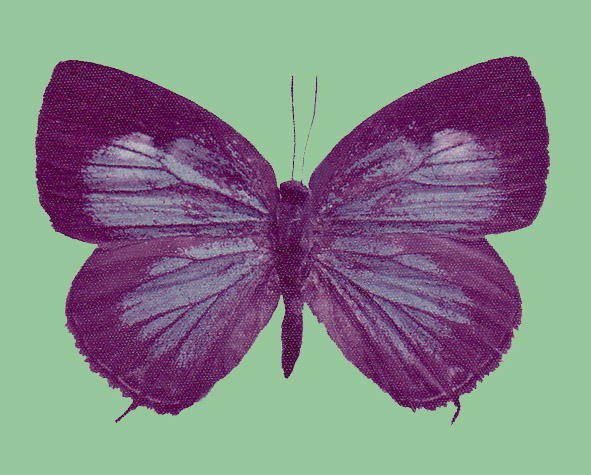
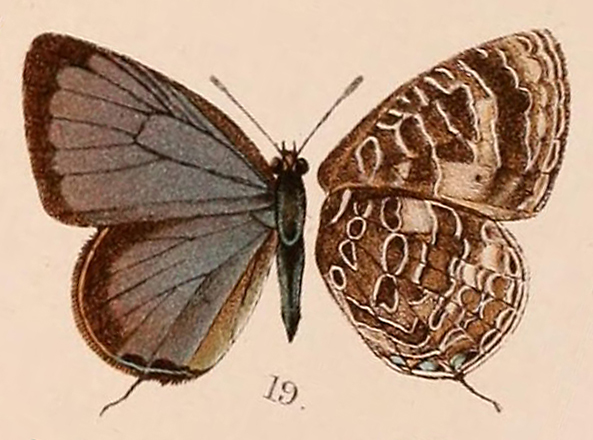
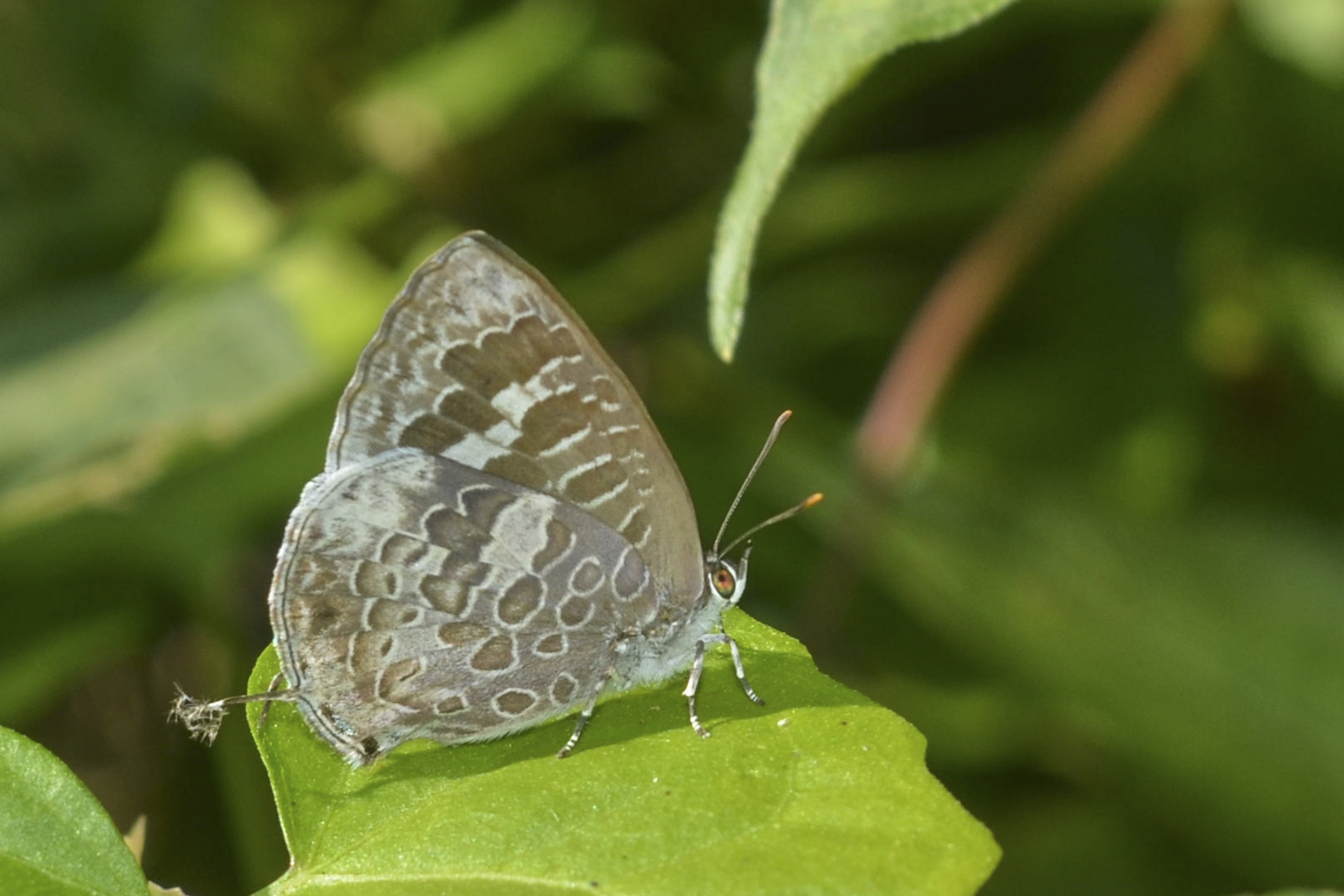